# ATC kód A10
ATC kód A10 Antidiabetika je hlavní terapeutická skupina anatomické skupiny A. Trávicí ústrojí a metabolismus.

## A10A Inzuliny a analogy

### A10AB Inzuliny a analogy rychle působící, k injekční aplikaci
A10AB01 Insulin lidský (rychle účinkující)
A10AB04 Insulin lispro (rychle účinkující)
A10AB05 Insulin aspart
A10AB06 Insulin glulisin

### A10AC Inzuliny a analogy střednědobě působící, k injekční aplikaci
A10AC01 Insulin lidský (středně dlouze účinkující)

### A10AD Inzuliny a analogy střednědobě a rychle působící v kombinaci, k inj.aplik.
A10AD01 Insulin lidský (kombinace středně a rychle účinný)
A10AD04 Insulin lispro (kombinace středně a rychle účinný)
A10AD05 Insulin aspart

### A10AE Inzuliny a analogy dlouze působící, k injekční aplikaci
A10AE04 Insulin glargin (dlouhodobě účinkující)
A10AE05 Insulin detemir

## A10B Antidiabetika, kromě inzulinů

### A10BA Biguanidy
A10BA02 Metformin

### A10BB Deriváty sulfonylmočoviny
A10BB01 Glibenklamid
A10BB03 Tolbutamid
A10BB07 Glipizid
A10BB08 Gliquidon
A10BB09 Gliklazid
A10BB12 Glimepirid

### A10BD Kombinace perorálních antidiabetik
A10BD02 Metformin a sulfonamidy
A10BD03 Metformin a rosiglitazon

### A10BF Inhibitory alfaglukosidázy
A10BF01 Akarboza

### A10BG Thiazolidindiony
A10BG02 Rosiglitazon
A10BG03 Pioglitazon

### A10BX Jiná antidiabetika, kromě inzulinů
A10BX02 Repaglinid

## Poznámka
- Registrované léčivé přípravky na území České republiky.
- Informační zdroj: Státní ústav pro kontrolu léčiv, Všeobecná zdravotní pojišťovna.